# 도전! 황금사다리
도전! 황금사다리는 KBS(한국방송공사)에서 일요일 오전 10시 40분에 방송하였던 오락 프로그램이다. 지석진, 붐, 김신영, 이특이 진행한다.

## 진행 형식
- 1라운드:퀸의 선택을 보여줘!

캠퍼스 퀸 프로젝트:지,덕,체를 갖춘 캠퍼스 퀸이 등장하며, 학교 홍보와 함께 학생들과 젊음의 열정을 이끌어내는 역할을 한다.
너를 보여줘!:도전자들이 끼와 재능을 선보이는 시간이다. 학교를 대표하는 3명을 퀸이 선택해, 황금 사다리 첫 번째 주자로 탑승하게 한다.
- 2라운드:도전 황금 사다리!

1라운드에서 선발된 3명이 mc들과 한 팀이 되어 퀴즈에 도전한다.
ox퀴즈, 스피드, 삼지선다를 통해 가장 높은 점수를 획득한 한 팀이 최종라운드에 진출하며, 최종 장학금 미션에 도전할 기회를 얻는다.
성공하면 500만원을 획득할 수 있다.

## 역대 에피소드
| 회차 | 대학교 이름                                  |
| ---- | -------------------------------------------- |
| 1    | 경원대학교                                   |
| 2    | 서울산업대학교                               |
| 3    | 숭실대학교                                   |
| 4    | 인하대학교                                   |
| 5    | 홍익대학교                                   |
| 6    | 순천향대학교                                 |
| 7    | 전남대학교                                   |
| 8    | 상명대학교                                   |
| 9    | 부산대학교                                   |
| 10   | 경희대학교                                   |
| 11   | 가톨릭대학교                                 |
| 12   | 충북대학교                                   |
| 13   | 관동대학교                                   |
| 14   | 여름 특집 - 월드 미스 유니버시티 참가자 출연 |
| 15   | 한림대학교                                   |
| 16   | 동덕여자대학교                               |
| 17   | 경북대학교                                   |
| 18   | 한국외국어대학교                             |
| 19   | 서울예술대학교                               |
| 20   | 명지대학교                                   |
| 21   | 중부대학교                                   |
| 22   | 중앙대학교                                   |

| KBS 2TV 일요일 아침 8시 40분대 프로그램 | KBS 2TV 일요일 아침 8시 40분대 프로그램               | KBS 2TV 일요일 아침 8시 40분대 프로그램 |
| 이전 작품                               | 작품명                                                | 다음 작품                               |
| --------------------------------------- | ----------------------------------------------------- | --------------------------------------- |
| 재방송 대체편성                         | 도전! 황금사다리 (2009년 4월 26일 ~ 2009년 10월 18일) | 재방송 대체편성                         |